# Osvaldo Sbeghen
Osvaldo Sbeghen (Mineiros do Tietê, 28 de setembro de 1933 - Sorocaba, 28 de abril de 2019), foi um administrador de empresas e politico brasileiro.

## Carreira política
- 1977/1983 - Prefeito de Bauru
- 1987/1991 - Deputado estadual[1]
- 1991/1995 - Deputado estadual

Na Constituinte foi membro efetivo da Comissão do Poder Executivo e suplente da Comissão da Ordem Econômica e Social.

## Morte
Faleceu no dia 28 de abril de 2019 devido uma insuficiência respiratória e renal.